# 草創神社 (上田市)
草創神社（くさわけじんじゃ）は、長野県上田市上田にある神社。

## 祭神
祭神は須佐之男命、彌種繼命。津島神社（愛知県津島市）およびその境内摂社である彌五郎社よりそれぞれ分霊を勧請した。境内社として天神社、蚕影社、飯縄社、飛騨守社がある。

## 歴史
天喜年間（1055年前後）、尾張国の津島神社（津島天王）より分霊を勧請し、「草創津島宮」として創建。文永年中（1274年頃）まで金井飛騨守の支配下で広大な社領と多くの氏子を有していた。しかし戦乱で村とともに社殿が焼け落ち、社領も村上義清によって没収されてしまった。その後、武田氏は当社を祈願所にし、武田信玄は天文21年（1552年）7月22日 (旧暦) に饌米料高7貫文を寄付したが、武田勝頼亡きあと織田氏、仙石氏の支配下で再び衰退した。寛永年間（1624年 - 1643年）、津島神社境内摂社である弥伍郎殿より分霊を勧請、合祀して疫病を鎮めたことから「弥伍大明神」として多くの信仰を集めた。
1895年（明治28年）、社名を「弥伍神社」とし、1898年（明治31年）に近代社格制度における郷社に列し、1901年（明治34年）「郷社草創神社」に改称。戦後、社格制度の廃止により「草創神社」となった。

## 境内
- 本殿 - 文化6年（1809年頃）の建築[5]。
- 拝殿 - 弘化4年（1847年頃）の建築[5]。
- 渡殿[3]
- 御供殿[3]
- 鳥居 - 石造[3]。

『小県郡史 余篇』によると境内面積は388坪とある。

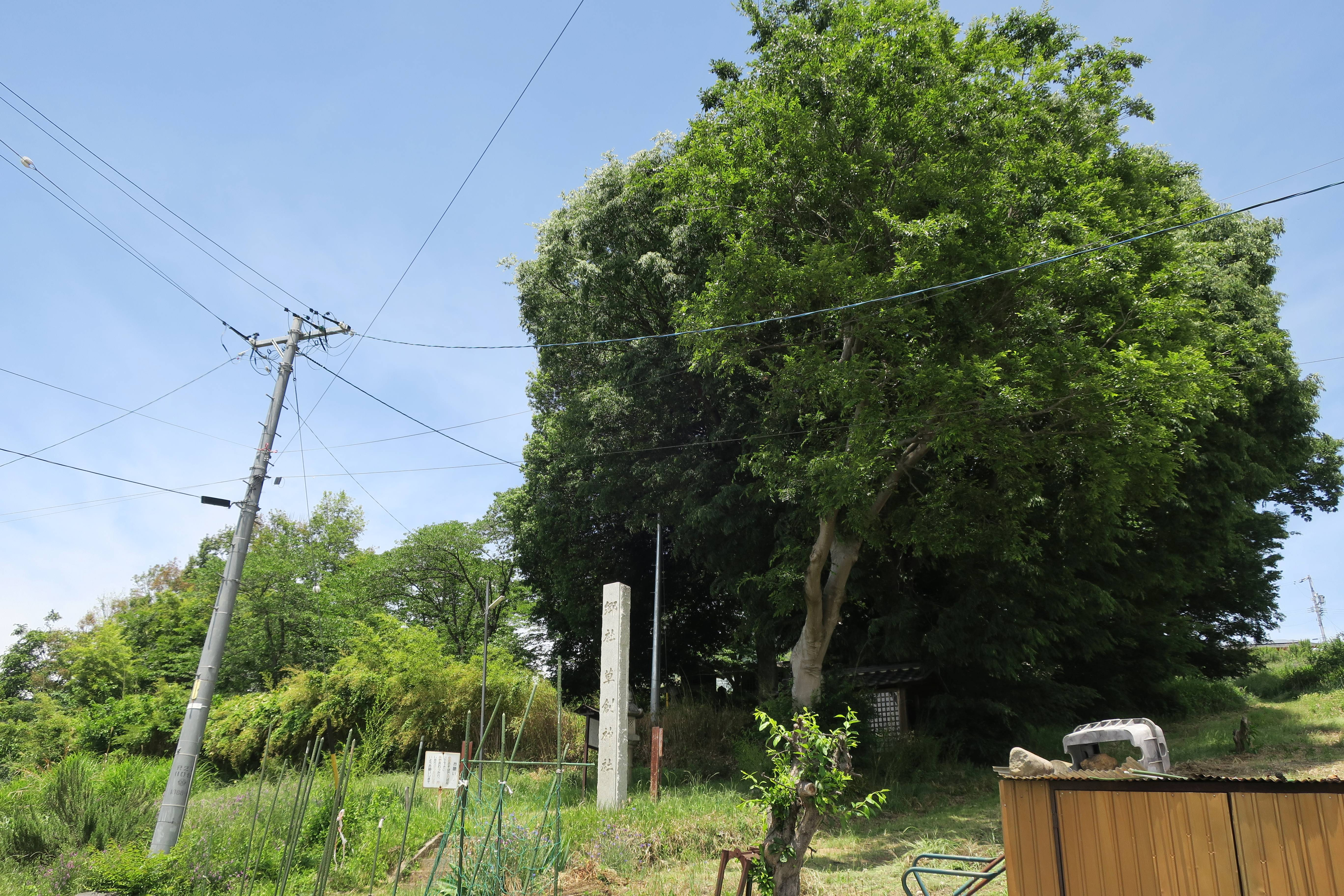
社叢
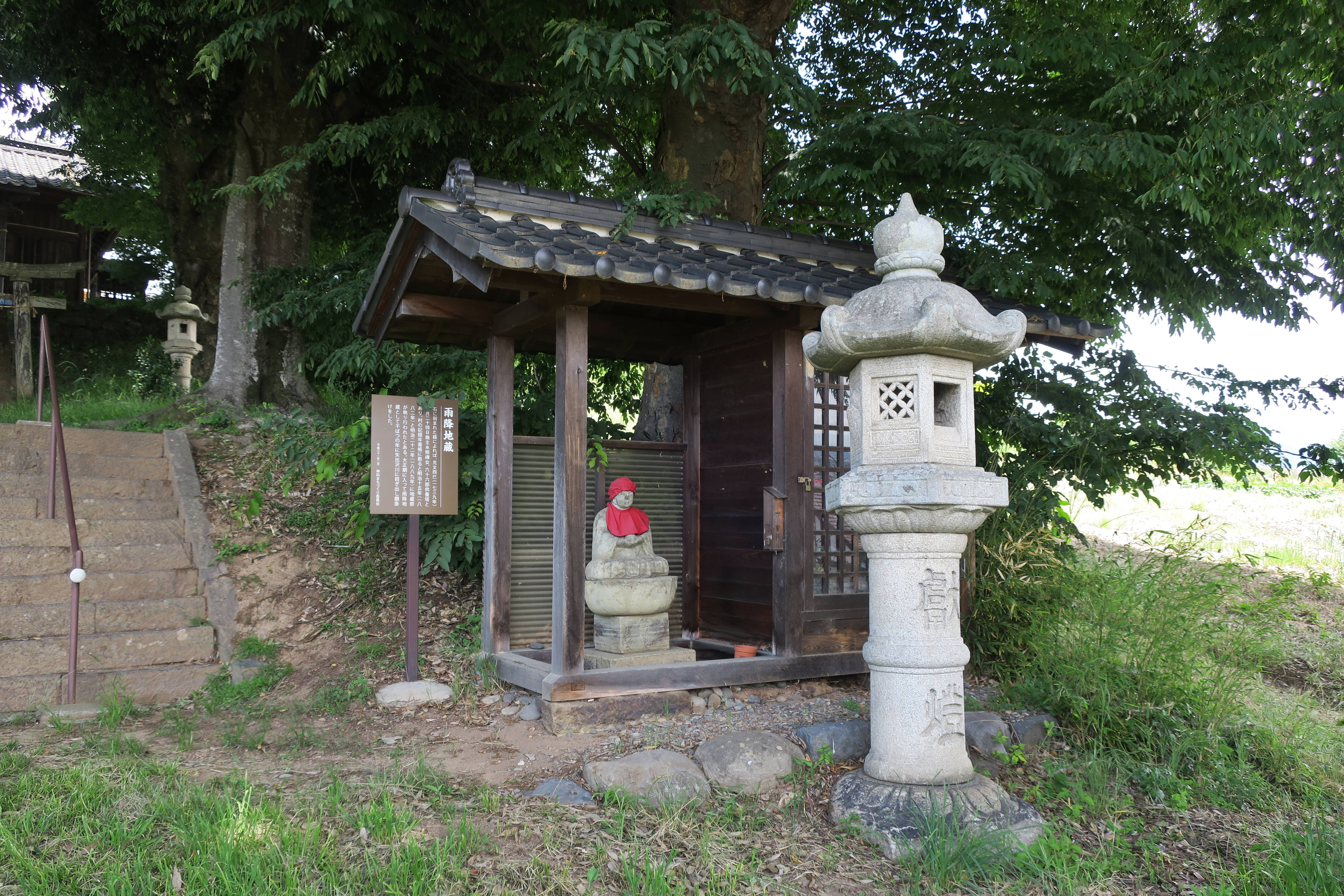
雨降地蔵
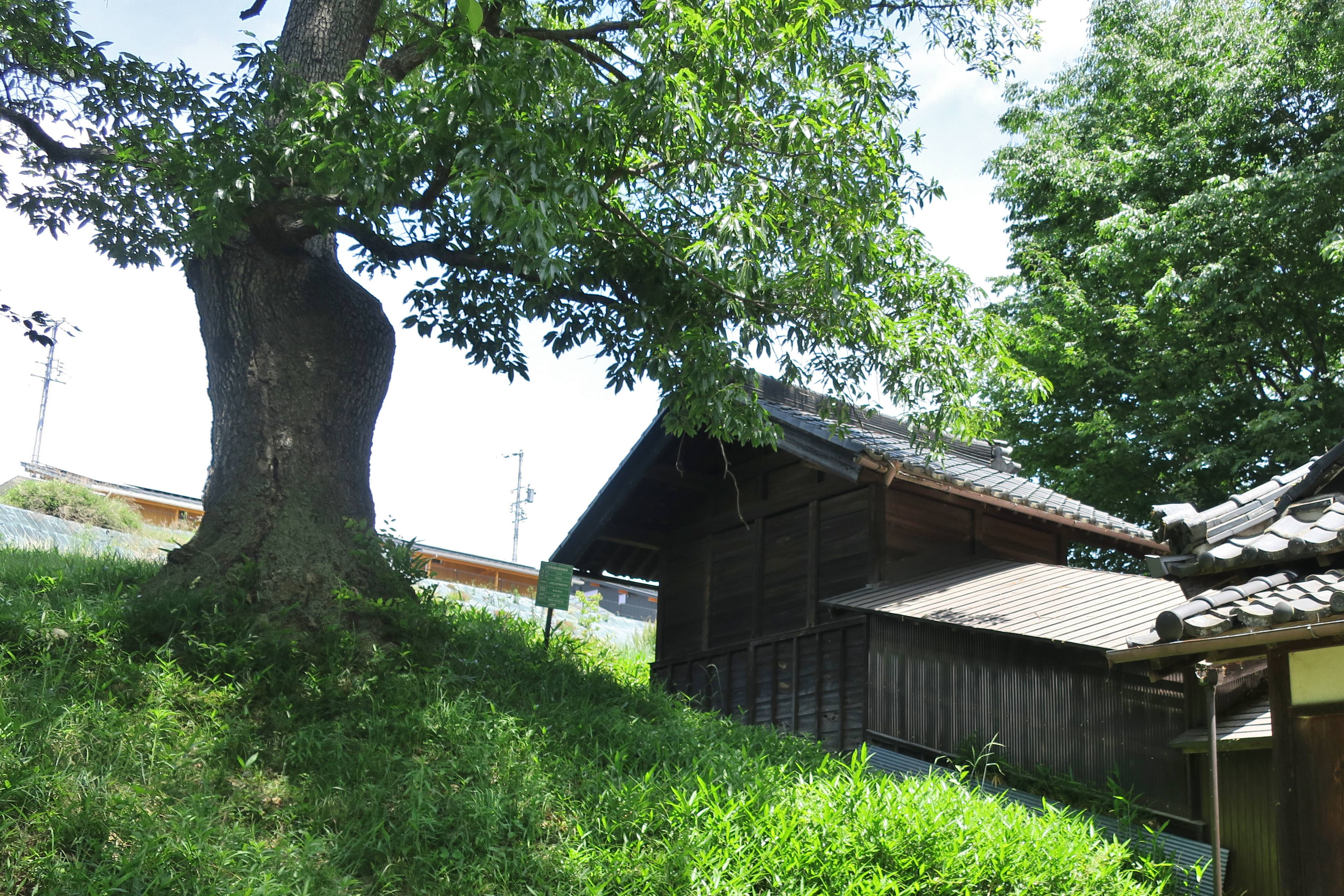
本殿
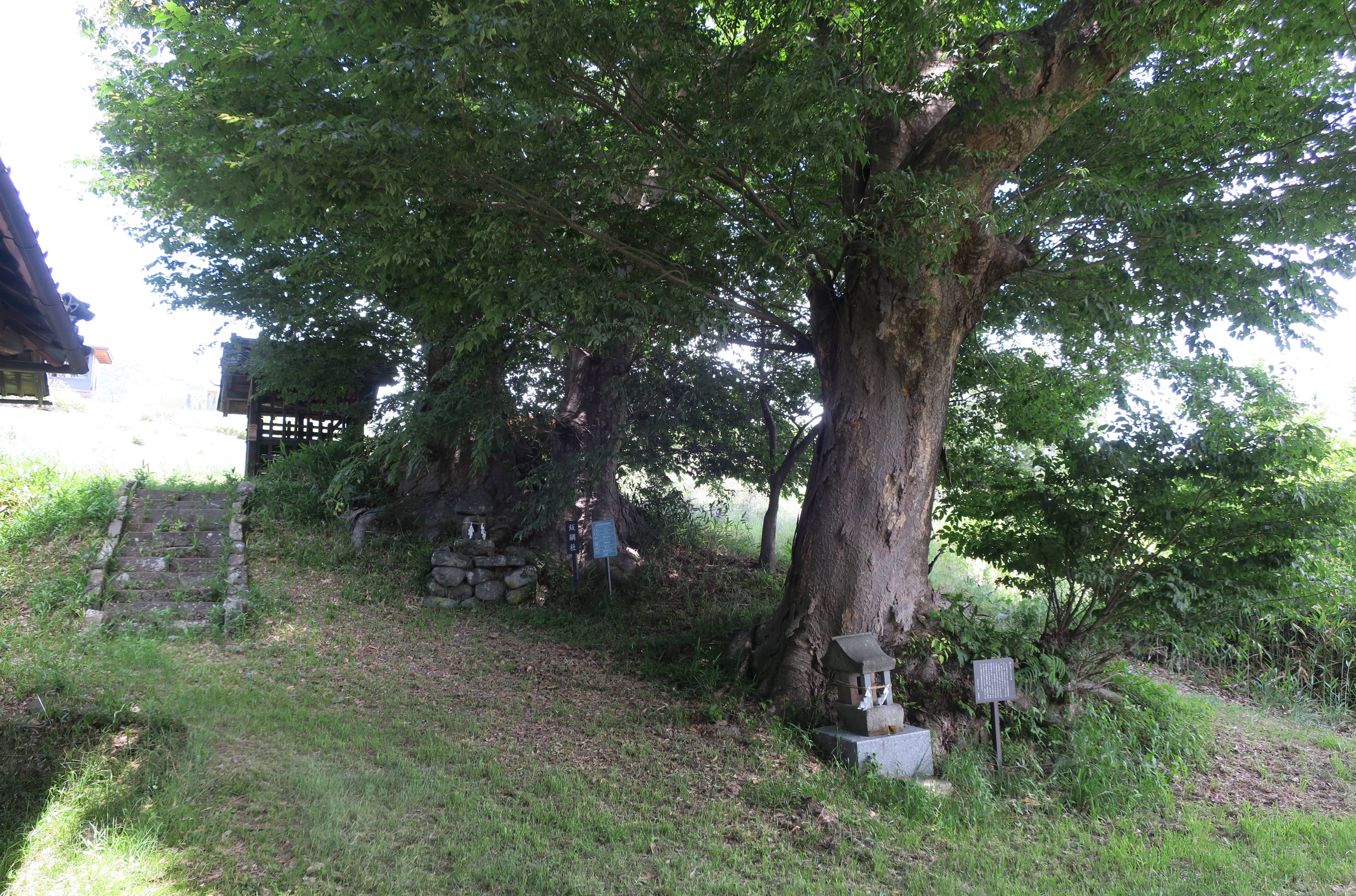
境内社

## 例祭
- 9月25日 - 祭日[3]。

供物として男子は半弓を、女子は羽子板を奉納するという習わしがある。

## 交通アクセス
上信越自動車道・上田菅平インターチェンジが最寄り。近隣に「大久保」、「大久保入口」バス停があり、上田駅から上田バス・豊殿線が運行されている。